# Stazione meteorologica di San Miniato
La stazione meteorologica di San Miniato è la stazione meteorologica di riferimento del Servizio Idrologico Regionale della Toscana relativa al centro di San Miniato.

## Storia
La stazione meteorologica iniziò ad effettuare registrazioni udometriche a partire dal 1881, fornendo i dati al Regio Ufficio Centrale di Meteorologia.
Nel corso del Novecento la stazione meteorologica ha fornito i dati termopluviometrici al Ministero dei lavori pubblici per la loro pubblicazione negli Annali Idrologici del Compartimento di Pisa fino all'anno 1996.
Con la regionalizzazione del Servizio Idrografico Nazionale, la stazione meteorologica è entrata a far parte della rete del Servizio Idrologico Regionale della Toscana, che nel 2000 ha installato una nuova stazione meteorologica automatica per la fornitura dei dati in tempo reale mantenendo la sua ubicazione presso il cimitero di San Miniato.
Nel frattempo, il 5 marzo 1993 è stata attivata dall'ARSIA anche una nuova stazione automatica agrometeorologica presso la località di Poggio al Pino.

## Dati climatologici 1961-1990
In base alla media trentennale 1961-1990 calcolata dall'ENEA sulla base delle osservazioni meteorologiche effettuate nel medesimo trentennio, la temperatura media del mese più freddo, gennaio, si attesta a +6,5 °C, mentre la temperatura media del mese più caldo, luglio, è di +24,4 °C
.
| SAN MINIATO (1961-1990) | Mesi | Mesi | Mesi | Mesi | Mesi | Mesi | Mesi | Mesi | Mesi | Mesi | Mesi | Mesi | Stagioni | Stagioni | Stagioni | Stagioni | Anno |
| SAN MINIATO (1961-1990) | Gen  | Feb  | Mar  | Apr  | Mag  | Giu  | Lug  | Ago  | Set  | Ott  | Nov  | Dic  | Inv      | Pri      | Est      | Aut      | Anno |
| ----------------------- | ---- | ---- | ---- | ---- | ---- | ---- | ---- | ---- | ---- | ---- | ---- | ---- | -------- | -------- | -------- | -------- | ---- |
| T. max. media (°C)      | 9,7  | 11,4 | 15,2 | 19,2 | 23,4 | 26,9 | 30,3 | 30,1 | 26,3 | 20,8 | 14,9 | 11,3 | 10,8     | 19,3     | 29,1     | 20,7     | 20,0 |
| T. min. media (°C)      | 3,3  | 4,1  | 6,3  | 9,6  | 12,8 | 16,3 | 18,5 | 18,3 | 15,8 | 11,9 | 8,0  | 5,0  | 4,1      | 9,6      | 17,7     | 11,9     | 10,8 |

## Temperature estreme mensili dal 1924 ad oggi
Nella tabella sottostante sono indicate le temperature massime e minime mensili registrate periodo dal 1924 in poi; la serie storica risulta lacunosa negli anni quaranta e in alcuni periodi degli anni novanta.
La temperatura minima assoluta della serie storica esaminata è scesa a -12,1 °C l'11 gennaio 1985, mentre la temperatura massima assoluta ha toccato i +41,2 °C il 5 agosto 2003.
| SAN MINIATO (1924-2023) | Mesi         | Mesi        | Mesi        | Mesi        | Mesi        | Mesi        | Mesi        | Mesi        | Mesi        | Mesi        | Mesi        | Mesi        | Stagioni | Stagioni | Stagioni | Stagioni | Anno  |
| SAN MINIATO (1924-2023) | Gen          | Feb         | Mar         | Apr         | Mag         | Giu         | Lug         | Ago         | Set         | Ott         | Nov         | Dic         | Inv      | Pri      | Est      | Aut      | Anno  |
| ----------------------- | ------------ | ----------- | ----------- | ----------- | ----------- | ----------- | ----------- | ----------- | ----------- | ----------- | ----------- | ----------- | -------- | -------- | -------- | -------- | ----- |
| T. max. assoluta (°C)   | 20,2 (1932)  | 22,0 (1990) | 27,2 (2021) | 30,3 (2012) | 36,0 (2022) | 37,9 (1945) | 40,3 (1952) | 41,6 (2003) | 38,0 (1949) | 31,5 (1946) | 25,0 (2004) | 19,9 (1961) | 22,0     | 36,0     | 41,6     | 38,0     | 41,6  |
| T. min. assoluta (°C)   | −12,1 (1985) | −9,2 (1929) | −6,4 (2005) | −3,1 (2003) | 3,3 (1957)  | 8,0 (2005)  | 10,2 (1970) | 8,0 (1968)  | 6,0 (1977)  | 0,5 (1941)  | −3,5 (1975) | −7,9 (1927) | −12,1    | −6,4     | 8,0      | −3,5     | −12,1 |